# Gianni De Biasi
Gianni De Biasi, all'anagrafe Giovanni, (Sarmede, 16 giugno 1956) è un allenatore di calcio ed ex calciatore italiano con cittadinanza albanese, di ruolo centrocampista.

## Biografia
Ha studiato ragioneria presso il collegio Dante Alighieri di Vittorio Veneto. Per impegni calcistici ha frequentato la 4ª classe al Collegio Pio X di Treviso, e la 5^ allo Schiapparelli di Milano.
Il 28 marzo 2015 il Presidente dell'Albania Bujar Nishani gli conferisce la cittadinanza onoraria albanese per meriti sportivi portati alla Nazione pertanto è anche in possesso del passaporto albanese. Il 3 ottobre 2015 l'Università Europea di Tirana gli conferisce la laurea honoris causa in Scienze Sociali. Il 13 ottobre 2015 viene premiato dal Primo Ministro Edi Rama con La Medaglia di Cavaliere dell'Ordine di Skanderberg. Il 12 dicembre 2016 il Presidente della Repubblica Italiana Sergio Mattarella gli conferisce il titolo di Cavaliere della Repubblica Italiana. Il 19 dicembre 2023 l'Universum International College by Arizona State University gli conferisce una Laurea Honoris Causa "per la promozione della Nazione Albanese attraverso il calcio".

## Carriera

### Giocatore
Cresciuto nel Treviso dove colleziona le prime 25 presenze da professionista (condite da 2 gol) e trascorsa una stagione nell'Inter senza giocare partite, esordì in Serie A nel corso del campionato 1977-1978 con la maglia del Pescara con la quale a fine anno avrà collezionato 24 presenze senza reti, le stesse cifre della stagione precedente giocata con la maglia granata della Reggiana.

De Biasi in azione al Palermo nella stagione 1983-1984

Successivamente ottiene esperienze pluriennali con le maglie di Brescia (171 presenze e 13 reti dal 1978 al 1983) e Palermo (105 presenze e 7 reti dal 1983 al 1986), La parentesi rosanero, nonostante la squalifica per calcioscommesse, fu comunque un'esperienza positiva per lui. Nel 1986-1987 gioca 19 partite con il L.R. Vicenza, e poi torna per due stagioni al Treviso, giocandovi complessivamente 55 volte e segnando 3 reti.
Chiuse la carriera di giocatore nel 1990, al Bassano Virtus.

### Allenatore
Inizia ad allenare le giovanili proprio nelle file del Bassano e poi quelle del Vicenza (Allievi Nazionali).
La prima esperienza di allenatore di una prima squadra è alla Vastese, con la quale conquista subito un sesto posto in Serie C2 nel 1992-1993.
L'anno successivo inizia l'esperienza triennale al Carpi (C1). Esordisce alla guida del Cosenza (Serie B) nel campionato 1996-1997: esonerato il 22 dicembre dopo la sconfitta per 3-1 a Venezia, con la squadra a un punto fuori dalla zona retrocessione (15 punti in 15 partite, frutto di 3 vittorie, 6 pari, 6 sconfitte), sostituito da Scoglio, viene richiamato il 1º aprile, quando il Cosenza è all'ultimo posto, non riuscendo ad evitare la retrocessione dei silani, arrivata alla penultima giornata di campionato dopo il pari di Padova.
Nel 1997 passa alla SPAL, con cui ottiene la promozione in Serie C1 (1997-1998) e la Coppa Italia di Serie C. Negli anni successivi si mette in mostra alla guida del Modena in serie C1, che in soli due anni riesce a portare dalla Serie C1 alla Serie A, ottenendo la promozione in serie B e una promozione in Serie A vincendo il Premio Panchina d'Argento per aver mostrato un gioco veloce, dinamico, aggressivo e palla a terra. L'anno dopo partecipa al campionato di Serie A ottenendo la salvezza.
Il 5 giugno 2003 firma un biennale con il Brescia. La prima stagione raggiunge la salvezza, grazie anche all'apporto di Roberto Baggio, alla sua ultima stagione di attività. La stagione seguente, complici il ritiro del campione di Caldogno e la cessione di pedine importanti come Mauri, Dainelli, Brighi, Colucci e Matuzalem, la squadra naviga nei bassifondi della classifica e così l'8 febbraio 2005 dopo la sconfitta interna contro l'Udinese viene esonerato, dopo aver ottenuto 5 vittorie, 5 pareggi e 13 sconfitte.
Il 1º settembre si siede sulla panchina del Torino di Urbano Cairo, appena rinato dopo il fallimento dell'era Cimminelli. Riesce nell'impresa di portare i granata in Serie A al primo tentativo con una squadra costruita nel giro di una settimana (grazie ad una speciale finestra di mercato), arrivando al terzo posto in campionato e vincendo i play-off contro il Mantova. Nella stagione successiva, il 7 settembre 2006 viene esonerato prima dell'inizio del campionato a causa di dissensi con il presidente Cairo venendo sostituito da Alberto Zaccheroni. Verrà poi richiamato a 14 giornate dal termine per salvare i granata. Anche in questo caso raggiunge il risultato prefissato, salvando il Torino dalla Serie B con una giornata di anticipo.
Il 10 ottobre 2007 firma un contratto per allenare la squadra spagnola del Levante, ultima nella Liga con 1 punto dopo le prime sette giornate.
Purtroppo l'esperienza iberica non si rivela per quello che doveva essere. Le promesse della società di acquistare nuovi giocatori nel mercato invernale non vengono mantenute ed anzi, numerosi calciatori tra cui gli italiani Cirillo, Storari e Riganò oltre all'ex madridista Sávio, abbandonano la squadra a gennaio a causa del tracollo finanziario della società.
Il 16 aprile 2008 De Biasi rescinde il contratto con gli iberici per tornare ad allenare la squadra del presidente Urbano Cairo, impelagata nuovamente nella lotta per non retrocedere. L'allenatore trevigiano si insedia sulla panchina per le ultime 5 giornate di campionato e riesce anche questa volta ad ottenere la salvezza in Serie A alla penultima giornata vincendo per 1-0 a Livorno contro la squadra amaranto.
Nel campionato Serie A 2008-2009 guida ancora il Torino; viene esonerato dopo la sconfitta casalinga subita dalla Fiorentina (1-4), avendo ottenuto 12 punti in 15 partite ma con la squadra in posizione di salvezza; viene sostituito da Walter Novellino, esonerato a sua volta (subentra Giancarlo Camolese). A fine stagione il Torino retrocede con 34 punti in 38 partite.
Il 22 dicembre 2009 viene ufficializzato il suo ingaggio da parte dell'Udinese, stagione 2009-2010 in sostituzione dell'esonerato Pasquale Marino. Il 21 febbraio 2010 viene ufficializzato il suo esonero dopo soli 6 punti conquistati in 8 partite, e dopo aver eliminato il Milan in Coppa Italia.
Nel periodo senza una panchina, ha fatto il commentatore tecnico per le telecronache su Mediaset Premium, Sky e sulle reti RAI. Ha affiancato Bruno Longhi per le partite della Serie A e al fianco di Pierluigi Pardo, la finale del Mondiale per club. Nel 2015 è stato commentatore per l'intera stagione su 90' sulle reti Rai.

#### Nazionale albanese
Il 14 dicembre 2011 viene nominato Commissario tecnico dell'Albania, a seguito del licenziamento di Josip Kuže. Debutta per la prima volta sulla panchina della Nazionale albanese da CT il 29 febbraio 2012 nell'amichevole contro la Georgia giocata a Tbilisi, terminata con una sconfitta per 2-1. La squadra chiude il girone di qualificazione al Mondiale 2014 al quinto posto. Il 21 ottobre 2013 rinnova il suo contratto con la Federazione calcistica dell'Albania per altri due anni, esattamente fino alle qualificazioni agli Europei del 2016. Il 7 settembre 2014 ottiene una vittoria storica per la Nazionale albanese in Portogallo contro la Nazionale lusitana per 0-1, nella partita valida per le qualificazioni agli Europei del 2016.
Il 13 giugno 2015 porta l'Albania ad un'altra vittoria di prestigio: batte la Francia 1-0 nel match amichevole in preparazione a Euro 2016. L'11 ottobre seguente conduce l'Albania alla prima qualificazione nella sua storia alla fase finale di un Europeo di calcio, superando in trasferta l'Armenia 0-3 e chiudendo al secondo posto il girone. Nel 2015 si posiziona al 6º posto nella classifica annuale IFFHS dei migliori dieci allenatori dell'anno. Il 9 gennaio 2016, ha concordato un prolungamento del contratto con l'Albania fino al 2017. Il 7 marzo 2016 è premiato dalla FIGC con la "Panchina d'oro premio speciale" per "essersi distinto in campo internazionale valorizzando il nome della scuola italiana".
Agli Europei l'Albania è contrapposta ai padroni di casa della Francia, alla Svizzera e alla Romania nel Gruppo A. Dopo aver perso 1-0 contro la Svizzera nella gara d'esordio, l'Albania ha tenuto testa nella seconda partita con la Francia fino all'89º prima di subire due gol nel finale. Nella loro ultima partita del gruppo contro la Romania, al 43º minuto un gol di testa di Armando Sadiku ha dato all'Albania la storica prima vittoria nei campionati europei, per il raggiungimento del terzo posto nel gruppo, che non bastò alla nazionale albanese per qualificarsi agli ottavi.
Terminati gli Europei, De Biasi ha confermato che sarebbe rimasto in Albania per le qualificazioni della Coppa del Mondo FIFA 2018. Il 13 giugno 2017 ha annunciato alla Federcalcio albanese (FSHF) le sue dimissioni dalla panchina della nazionale albanese.

#### Alavés
Il 22 settembre è stato nominato tecnico dell'Alavés firmando un contratto fino al termine della stagione con opzione per la successiva, ma il 27 novembre viene sollevato dall'incarico dopo 2 vittorie e 6 sconfitte.

#### Nazionale azera
Il 10 luglio 2020 viene nominato nuovo selezionatore della Nazionale di calcio dell'Azerbaigian. Il 5 settembre 2020 all’esordio in Nations League perde in casa per 2-1 contro il Lussemburgo mentre tre giorni dopo arriva la prima vittoria per 1-0 in casa del Cipro. Nel 2022 porta la nazionale azera ad un ottimo secondo posto nel girone di Nations League. Nel settembre 2022 rinnova con l’Azerbaigian sino al 30 novembre 2023. Il 22 novembre 2023 al termine delle qualificazioni per l'europeo 2024 annuncia l'addio alla nazionale azera alla fine del proprio contratto.

### Opinionista
È stato spesso ospite e opinionista di varie trasmissioni televisive di calcio sulla Rai come 90º minuto, su Sky, su Mediaset Premium e su TV8.
A partire dal 23 marzo 2018 è il commentatore tecnico della Rai per le partite della Nazionale italiana di calcio al fianco del telecronista Alberto Rimedio.

## Statistiche

### Statistiche da allenatore

#### Club
Statistiche aggiornate al 23 giugno 2022. In grassetto le competizioni vinte.
| Stagione            | Squadra         | Campionato      | Campionato | Campionato | Campionato | Campionato | Coppe nazionali | Coppe nazionali | Coppe nazionali | Coppe nazionali | Coppe nazionali | Coppe continentali | Coppe continentali | Coppe continentali | Coppe continentali | Coppe continentali | Altre coppe | Altre coppe | Altre coppe | Altre coppe | Altre coppe | Totale | Totale | Totale | Totale | % Vittorie | Piazzamento              |
| Stagione            | Squadra         | Comp            | G          | V          | N          | P          | Comp            | G               | V               | N               | P               | Comp               | G                  | V                  | N                  | P                  | Comp        | G           | V           | N           | P           | G      | V      | N      | P      | %          | Piazzamento              |
| ------------------- | --------------- | --------------- | ---------- | ---------- | ---------- | ---------- | --------------- | --------------- | --------------- | --------------- | --------------- | ------------------ | ------------------ | ------------------ | ------------------ | ------------------ | ----------- | ----------- | ----------- | ----------- | ----------- | ------ | ------ | ------ | ------ | ---------- | ------------------------ |
| 1992-1993           | Pro Vasto       | C2              | 34         | 10         | 16         | 8          | CI-C            | 2               | 1               | 0               | 1               | -                  | -                  | -                  | -                  | -                  | -           | -           | -           | -           | -           | 36     | 11     | 16     | 9      | 30,56      | 6º                       |
| 1993-1994           | Carpi           | C1              | 34         | 10         | 12         | 12         | CI-C            | 6               | 3               | 1               | 2               | -                  | -                  | -                  | -                  | -                  | -           | -           | -           | -           | -           | 40     | 13     | 13     | 14     | 32,50      | 11º                      |
| 1994-1995           | Carpi           | C1              | 34         | 9          | 12         | 13         | CI-C            | 8               | 3               | 3               | 2               | -                  | -                  | -                  | -                  | -                  | -           | -           | -           | -           | -           | 42     | 12     | 15     | 15     | 28,57      | 12º                      |
| 1995-1996           | Carpi           | C1              | 34         | 10         | 17         | 7          | CI-C            | 6               | 2               | 2               | 2               | -                  | -                  | -                  | -                  | -                  | -           | -           | -           | -           | -           | 40     | 12     | 19     | 9      | 30,00      | 9º                       |
| Totale Carpi        | Totale Carpi    | Totale Carpi    | 102        | 29         | 41         | 32         |                 | 20              | 8               | 6               | 6               |                    | -                  | -                  | -                  | -                  |             | -           | -           | -           | -           | 122    | 37     | 47     | 38     | 30,33      |                          |
| 1996-1997           | Cosenza         | B               | 26         | 6          | 12         | 8          | CI              | 2               | 1               | 0               | 1               | -                  | -                  | -                  | -                  | -                  | -           | -           | -           | -           | -           | 28     | 7      | 12     | 9      | 25,00      | Eson., sub., 17º (retr.) |
| 1997-1998           | SPAL            | C2              | 34         | 21         | 7          | 6          | CI-C            | 8               | 5               | 1               | 2               | -                  | -                  | -                  | -                  | -                  | -           | -           | -           | -           | -           | 42     | 26     | 8      | 8      | 61,90      | 1º (prom.)               |
| 1998-1999           | SPAL            | C1              | 34         | 11         | 14         | 9          | CI-C            | 14              | 6               | 5               | 3               | -                  | -                  | -                  | -                  | -                  | -           | -           | -           | -           | -           | 48     | 17     | 19     | 12     | 35,42      | 7º                       |
| Totale SPAL         | Totale SPAL     | Totale SPAL     | 68         | 32         | 21         | 15         |                 | 22              | 11              | 6               | 5               |                    | -                  | -                  | -                  | -                  |             | -           | -           | -           | -           | 90     | 43     | 27     | 20     | 47,78      |                          |
| nov. 1999-2000      | Modena          | C1              | 24         | 7          | 11         | 6          | -               | -               | -               | -               | -               | -                  | -                  | -                  | -                  | -                  | -           | -           | -           | -           | -           | 24     | 7      | 11     | 6      | 29,17      | Sub., 12º                |
| 2000-2001           | Modena          | C1              | 34         | 22         | 8          | 4          | CI-C            | 12              | 8               | 2               | 2               | -                  | -                  | -                  | -                  | -                  | SdL-C       | 2           | 2           | 0           | 0           | 48     | 32     | 10     | 6      | 66,67      | 1º (prom.)               |
| 2001-2002           | Modena          | B               | 38         | 20         | 12         | 6          | CI              | 5               | 2               | 1               | 2               | -                  | -                  | -                  | -                  | -                  | -           | -           | -           | -           | -           | 43     | 22     | 13     | 8      | 51,16      | 2º (prom.)               |
| 2002-2003           | Modena          | A               | 34         | 9          | 11         | 14         | CI              | 2               | 1               | 0               | 1               | -                  | -                  | -                  | -                  | -                  | -           | -           | -           | -           | -           | 36     | 10     | 11     | 15     | 27,78      | 12º                      |
| Totale Modena       | Totale Modena   | Totale Modena   | 130        | 58         | 42         | 30         |                 | 19              | 11              | 3               | 5               |                    | -                  | -                  | -                  | -                  |             | 2           | 2           | 0           | 0           | 151    | 71     | 45     | 35     | 47,02      |                          |
| 2003-2004           | Brescia         | A               | 34         | 9          | 13         | 12         | CI              | 2               | 0               | 1               | 1               | I                  | 4                  | 1                  | 2                  | 1                  | -           | -           | -           | -           | -           | 40     | 10     | 16     | 14     | 25,00      | 11º                      |
| 2004-feb. 2005      | Brescia         | A               | 23         | 5          | 5          | 13         | CI              | 2               | 0               | 2               | 0               | -                  | -                  | -                  | -                  | -                  | -           | -           | -           | -           | -           | 25     | 5      | 7      | 13     | 20,00      | Eson.                    |
| Totale Brescia      | Totale Brescia  | Totale Brescia  | 57         | 14         | 18         | 25         |                 | 4               | 0               | 3               | 1               |                    | 4                  | 1                  | 2                  | 1                  |             | -           | -           | -           | -           | 65     | 15     | 23     | 27     | 23,08      |                          |
| 2005-2006           | Torino          | B               | 42         | 21         | 13         | 8          | -               | -               | -               | -               | -               | -                  | -                  | -                  | -                  | -                  | -           | -           | -           | -           | -           | 42     | 21     | 13     | 8      | 50,00      | 3º (prom.)               |
| feb.-giu. 2007      | Torino          | A               | 13         | 5          | 3          | 5          | -               | -               | -               | -               | -               | -                  | -                  | -                  | -                  | -                  | -           | -           | -           | -           | -           | 13     | 5      | 3      | 5      | 38,46      | Sub., 16º                |
| ott. 2007-apr. 2008 | Levante         | PD              | 25         | 6          | 3          | 16         | CR              | 4               | 1               | 1               | 2               | -                  | -                  | -                  | -                  | -                  | -           | -           | -           | -           | -           | 29     | 7      | 4      | 18     | 24,14      | Sub., Dimiss.            |
| apr.-giu. 2008      | Torino          | A               | 5          | 2          | 0          | 3          | -               | -               | -               | -               | -               | -                  | -                  | -                  | -                  | -                  | -           | -           | -           | -           | -           | 5      | 2      | 0      | 3      | 40,00      | Sub., 15º                |
| lug.-dic. 2008      | Torino          | A               | 15         | 3          | 3          | 9          | CI              | 2               | 2               | 0               | 0               | -                  | -                  | -                  | -                  | -                  | -           | -           | -           | -           | -           | 17     | 5      | 3      | 9      | 29,41      | Eson.                    |
| Totale Torino       | Totale Torino   | Totale Torino   | 75         | 31         | 19         | 25         |                 | 2               | 2               | 0               | 0               |                    | -                  | -                  | -                  | -                  |             | -           | -           | -           | -           | 77     | 33     | 19     | 25     | 42,86      |                          |
| dic. 2009-feb. 2010 | Udinese         | A               | 8          | 1          | 3          | 4          | CI              | 2               | 2               | 0               | 0               | -                  | -                  | -                  | -                  | -                  | -           | -           | -           | -           | -           | 10     | 3      | 3      | 4      | 30,00      | Sub., Eson.              |
| set.-dic. 2017      | Alavés          | PD              | 7          | 2          | 0          | 5          | CR              | 1               | 1               | 0               | 0               | -                  | -                  | -                  | -                  | -                  | -           | -           | -           | -           | -           | 8      | 3      | 0      | 5      | 37,50      | Eson.                    |
| Totale carriera     | Totale carriera | Totale carriera | 532        | 189        | 175        | 168        |                 | 78              | 38              | 19              | 21              |                    | 4                  | 1                  | 2                  | 1                  |             | 2           | 2           | 0           | 0           | 616    | 230    | 196    | 190    | 37,34      |                          |

#### Nazionale
Statistiche aggiornate al 22 novembre 2023.
| Squadra     | Naz                    | dal              | al               | Record | Record | Record | Record     | Record | Record | Record | Record |
| G           | V                      | N                | P                | GF     | GS     | DR     | % Vittorie |        |        |        |        |
| ----------- | ---------------------- | ---------------- | ---------------- | ------ | ------ | ------ | ---------- | ------ | ------ | ------ | ------ |
| Albania     | Albania (bandiera)     | 14 dicembre 2011 | 14 giugno 2017   | 51     | 19     | 10     | 22         | 54     | 52     | +2     | 37,25  |
| Azerbaigian | Azerbaigian (bandiera) | 24 luglio 2020   | 30 novembre 2023 | 39     | 10     | 8      | 21         | 34     | 56     | −22    | 25,64  |
| Totale      | Totale                 | Totale           | Totale           | 90     | 29     | 18     | 43         | 88     | 108    | −20    | 32,22  |

#### Nazionale albanese nel dettaglio
| 2012             | Albania        | Qual. Mondiale 2014 | 5º nel Gruppo E, non qualificato | 4  | 2  | 0  | 2  | 50,00 | 5  | 5  | 0  |
| 2013             | Albania        | Qual. Mondiale 2014 | 5º nel Gruppo E, non qualificato | 6  | 1  | 2  | 3  | 16,67 | 4  | 6  | -2 |
| 2014             | Albania        | Qual. Euro 2016     | 2º nel Gruppo I, qualificato     | 3  | 2  | 1  | 0  | 66,67 | 5  | 1  | +4 |
| 2015             | Albania        | Qual. Euro 2016     | 2º nel Gruppo I, qualificato     | 5  | 2  | 1  | 2  | 40,00 | 5  | 4  | +1 |
| 2016             | Albania        | Euro 2016           | Fase a gironi                    | 3  | 1  | 0  | 2  | 33,33 | 1  | 3  | -2 |
| 2016             | Albania        | Qual. Mondiale 2018 | Dimissionario durante la fase    | 4  | 2  | 0  | 2  | 50,00 | 4  | 6  | -2 |
| 2017             | Albania        | Qual. Mondiale 2018 | Dimissionario durante la fase    | 2  | 1  | 0  | 1  | 50,00 | 3  | 2  | +1 |
| Dal 2012 al 2017 | Albania        | Amichevoli          |                                  | 24 | 8  | 6  | 10 | 33,33 | 27 | 25 | +2 |
| Totale Albania   | Totale Albania | Totale Albania      | Totale Albania                   | 51 | 19 | 10 | 22 | 37,25 | 54 | 52 | +2 |

#### Panchine da commissario tecnico della nazionale albanese
| Cronologia completa delle presenze e delle reti in nazionale ― Albania | Cronologia completa delle presenze e delle reti in nazionale ― Albania | Cronologia completa delle presenze e delle reti in nazionale ― Albania | Cronologia completa delle presenze e delle reti in nazionale ― Albania | Cronologia completa delle presenze e delle reti in nazionale ― Albania | Cronologia completa delle presenze e delle reti in nazionale ― Albania | Cronologia completa delle presenze e delle reti in nazionale ― Albania | Cronologia completa delle presenze e delle reti in nazionale ― Albania |
| Data                                                                   | Città                                                                  | In casa                                                                | Risultato                                                              | Ospiti                                                                 | Competizione                                                           | Reti                                                                   | Note                                                                   |
| ---------------------------------------------------------------------- | ---------------------------------------------------------------------- | ---------------------------------------------------------------------- | ---------------------------------------------------------------------- | ---------------------------------------------------------------------- | ---------------------------------------------------------------------- | ---------------------------------------------------------------------- | ---------------------------------------------------------------------- |
| 29-2-2012                                                              | Tbilisi                                                                | Georgia                                                                | 2 – 1                                                                  | Albania                                                                | Amichevole                                                             | Edgar Cani                                                             | Cap: E.Bulku                                                           |
| 22-5-2012                                                              | Madrid                                                                 | Qatar                                                                  | 1 – 2                                                                  | Albania                                                                | Amichevole                                                             | Elis Bakaj Erjon Bogdani (rig.)                                        | Cap: E.Bulku                                                           |
| 27-5-2012                                                              | Istanbul                                                               | Albania                                                                | 1 – 0                                                                  | Iran                                                                   | Amichevole                                                             | Emiljano Vila                                                          | Cap: L.Cana                                                            |
| 15-8-2012                                                              | Tirana                                                                 | Albania                                                                | 0 – 0                                                                  | Moldavia                                                               | Amichevole                                                             | -                                                                      | Cap: L.Cana                                                            |
| 7-9-2012                                                               | Tirana                                                                 | Albania                                                                | 3 – 1                                                                  | Cipro                                                                  | Qual. Mondiali 2014                                                    | Armando Sadiku Edgar Cani Erjon Bogdani                                | Cap: L.Cana                                                            |
| 11-9-2012                                                              | Lucerna                                                                | Svizzera                                                               | 2 – 0                                                                  | Albania                                                                | Qual. Mondiali 2014                                                    | -                                                                      | Cap: L.Cana                                                            |
| 12-10-2012                                                             | Tirana                                                                 | Albania                                                                | 1 – 2                                                                  | Islanda                                                                | Qual. Mondiali 2014                                                    | Edgar Cani                                                             | Cap: L.Cana                                                            |
| 16-10-2012                                                             | Tirana                                                                 | Albania                                                                | 1 – 0                                                                  | Slovenia                                                               | Qual. Mondiali 2014                                                    | Odise Roshi                                                            | Cap: L.Cana                                                            |
| 14-11-2012                                                             | Ginevra                                                                | Albania                                                                | 0 – 0                                                                  | Camerun                                                                | Amichevole                                                             | -                                                                      | Cap: L.Cana                                                            |
| 6-2-2013                                                               | Tirana                                                                 | Albania                                                                | 1 – 2                                                                  | Georgia                                                                | Amichevole                                                             | Erjon Bogdani                                                          | Cap: L.Cana                                                            |
| 22-3-2013                                                              | Oslo                                                                   | Norvegia                                                               | 0 – 1                                                                  | Albania                                                                | Qual. Mondiali 2014                                                    | Hamdi Salihi                                                           | Cap: L.Cana                                                            |
| 26-3-2013                                                              | Tirana                                                                 | Albania                                                                | 4 – 1                                                                  | Lituania                                                               | Amichevole                                                             | Alban Meha Edgar Cani Migjen Basha autorete                            | Cap: E.Bogdani                                                         |
| 7-6-2013                                                               | Tirana                                                                 | Albania                                                                | 1 – 1                                                                  | Norvegia                                                               | Qual. Mondiali 2014                                                    | Valdet Rama                                                            | Cap: E.Bulku                                                           |
| 14-8-2013                                                              | Tirana                                                                 | Albania                                                                | 2 – 0                                                                  | Armenia                                                                | Amichevole                                                             | Valdet Rama Ergys Kaçe                                                 | Cap: L.Cana                                                            |
| 6-9-2013                                                               | Lubiana                                                                | Slovenia                                                               | 1 – 0                                                                  | Albania                                                                | Qual. Mondiali 2014                                                    | -                                                                      | Cap: L.Cana                                                            |
| 10-9-2013                                                              | Reykjavík                                                              | Islanda                                                                | 2 – 1                                                                  | Albania                                                                | Qual. Mondiali 2014                                                    | Valdet Rama                                                            | Cap: L.Cana                                                            |
| 11-10-2013                                                             | Tirana                                                                 | Albania                                                                | 1 – 2                                                                  | Svizzera                                                               | Qual. Mondiali 2014                                                    | Hamdi Salihi (rig.)                                                    | Cap: L.Cana                                                            |
| 15-10-2013                                                             | Nicosia                                                                | Cipro                                                                  | 0 – 0                                                                  | Albania                                                                | Qual. Mondiali 2014                                                    | -                                                                      | Cap: L.Cana                                                            |
| 15-11-2013                                                             | Antalya                                                                | Bielorussia                                                            | 0 – 0                                                                  | Albania                                                                | Amichevole                                                             | -                                                                      | Cap: L.Cana                                                            |
| 5-3-2014                                                               | Durres                                                                 | Albania                                                                | 2 – 0                                                                  | Malta                                                                  | Amichevole                                                             | Migjen Basha Alban Meha                                                | Cap: L.Cana                                                            |
| 31-5-2014                                                              | Yverdon                                                                | Albania                                                                | 0 – 1                                                                  | Romania                                                                | Amichevole                                                             | -                                                                      | Cap: L.Cana                                                            |
| 4-6-2014                                                               | Budapest                                                               | Ungheria                                                               | 1 – 0                                                                  | Albania                                                                | Amichevole                                                             | -                                                                      | Cap: L.Cana                                                            |
| 8-6-2014                                                               | Serravalle                                                             | San Marino                                                             | 0 – 3                                                                  | Albania                                                                | Amichevole                                                             | Mergim Mavraj Armando Vajushi Emiljano Vila                            | Cap: E.Berisha                                                         |
| 7-9-2014                                                               | Aveiro                                                                 | Portogallo                                                             | 0 – 1                                                                  | Albania                                                                | Qual. Euro 2016                                                        | Bekim Balaj                                                            | Cap: L.Cana                                                            |
| 11-10-2014                                                             | Tirana                                                                 | Albania                                                                | 1 – 1                                                                  | Danimarca                                                              | Qual. Euro 2016                                                        | Ermir Lenjani                                                          | Cap: L.Cana                                                            |
| 14-10-2014                                                             | Belgrado                                                               | Serbia                                                                 | 0 – 3 tav                                                              | Albania                                                                | Qual. Euro 2016                                                        | -                                                                      | Cap: L.Cana                                                            |
| 14-11-2014                                                             | Rennes                                                                 | Francia                                                                | 1 – 1                                                                  | Albania                                                                | Amichevole                                                             | Mergim Mavraj                                                          | Cap: L.Cana                                                            |
| 18-11-2014                                                             | Genova                                                                 | Italia                                                                 | 1 – 0                                                                  | Albania                                                                | Amichevole                                                             | -                                                                      | Cap: L.Cana                                                            |
| 29-3-2015                                                              | Tirana                                                                 | Albania                                                                | 2 – 1                                                                  | Armenia                                                                | Qual. Euro 2016                                                        | Mergim Mavraj Shkëlzen Gashi                                           | Cap: L.Cana                                                            |
| 13-6-2015                                                              | Tirana                                                                 | Albania                                                                | 1 – 0                                                                  | Francia                                                                | Amichevole                                                             | Ergys Kaçe                                                             | Cap: L.Cana                                                            |
| 4-9-2015                                                               | Copenaghen                                                             | Danimarca                                                              | 0 – 0                                                                  | Albania                                                                | Qual. Euro 2016                                                        | -                                                                      | Cap: L.Cana                                                            |
| 7-9-2015                                                               | Tirana                                                                 | Albania                                                                | 0 – 1                                                                  | Portogallo                                                             | Qual. Euro 2016                                                        | -                                                                      | Cap: L.Cana                                                            |
| 8-10-2015                                                              | Tirana                                                                 | Albania                                                                | 0 – 2                                                                  | Serbia                                                                 | Qual. Euro 2016                                                        | -                                                                      | Cap: L.Cana                                                            |
| 11-10-2015                                                             | Erevan                                                                 | Armenia                                                                | 0 – 3                                                                  | Albania                                                                | Qual. Euro 2016                                                        | autorete Berat Djimsiti Armando Sadiku                                 | Cap: L.Cana                                                            |
| 16-11-2015                                                             | Tirana                                                                 | Albania                                                                | 2 – 2                                                                  | Georgia                                                                | Amichevole                                                             | Migjen Basha Sokol Cikalleshi                                          | Cap: A.Agolli                                                          |
| 26-3-2016                                                              | Vienna                                                                 | Austria                                                                | 2 – 1                                                                  | Albania                                                                | Amichevole                                                             | Ermir Lenjani                                                          | Cap: L.Cana                                                            |
| 29-3-2016                                                              | Lussemburgo                                                            | Lussemburgo                                                            | 3 – 0 tav                                                              | Albania                                                                | Amichevole                                                             | -                                                                      | Cap: L.Memushaj                                                        |
| 29-5-2016                                                              | Hartberg                                                               | Albania                                                                | 3 – 1                                                                  | Qatar                                                                  | Amichevole                                                             | Arlind Ajeti Ermir Lenjani Armando Sadiku                              | Cap: E.Hysaj                                                           |
| 3-6-2016                                                               | Bergamo                                                                | Albania                                                                | 1 – 3                                                                  | Ucraina                                                                | Amichevole                                                             | Armando Sadiku                                                         | Cap: L.Cana                                                            |
| 11-6-2016                                                              | Lens                                                                   | Albania                                                                | 0 – 1                                                                  | Svizzera                                                               | Euro 2016 - 1º turno                                                   | -                                                                      | Cap: L.Cana                                                            |
| 15-6-2016                                                              | Marsiglia                                                              | Francia                                                                | 2 – 0                                                                  | Albania                                                                | Euro 2016 - 1º turno                                                   | -                                                                      | Cap: A.Agolli                                                          |
| 19-6-2016                                                              | Lione                                                                  | Romania                                                                | 0 – 1                                                                  | Albania                                                                | Euro 2016 - 1º turno                                                   | Armando Sadiku                                                         | Cap: A.Agolli                                                          |
| 31-8-2016                                                              | Tirana                                                                 | Albania                                                                | 0 – 0                                                                  | Marocco                                                                | Amichevole                                                             | -                                                                      | Cap: M.Mavraj                                                          |
| 5-9-2016                                                               | Tirana                                                                 | Albania                                                                | 2 – 1                                                                  | Macedonia del Nord                                                     | Qual. Mondiali 2018                                                    | Armando Sadiku Bekim Balaj                                             | Cap: A.Agolli                                                          |
| 6-10-2016                                                              | Vaduz                                                                  | Liechtenstein                                                          | 0 – 2                                                                  | Albania                                                                | Qual. Mondiali 2018                                                    | autorete Bekim Balaj                                                   | Cap: M.Mavraj                                                          |
| 9-10-2016                                                              | Tirana                                                                 | Albania                                                                | 0 – 2                                                                  | Spagna                                                                 | Qual. Mondiali 2018                                                    | -                                                                      | Cap: A.Agolli                                                          |
| 12-11-2016                                                             | Tirana                                                                 | Albania                                                                | 0 – 3                                                                  | Israele                                                                | Qual. Mondiali 2018                                                    | -                                                                      | Cap: A.Agolli                                                          |
| 24-3-2017                                                              | Palermo                                                                | Italia                                                                 | 2 – 0                                                                  | Albania                                                                | Qual. Mondiali 2018                                                    | -                                                                      | Cap: A.Agolli                                                          |
| 28-3-2017                                                              | Tirana                                                                 | Albania                                                                | 1 – 2                                                                  | Bosnia ed Erzegovina                                                   | Amichevole                                                             | Bekim Balaj                                                            | Cap: E.Hysaj                                                           |
| 4-6-2017                                                               | Lussemburgo                                                            | Lussemburgo                                                            | 2 – 1                                                                  | Albania                                                                | Amichevole                                                             | Odise Roshi                                                            | Cap: M.Mavraj                                                          |
| 11-6-2017                                                              | Haifa                                                                  | Israele                                                                | 0 – 3                                                                  | Albania                                                                | Qual. Mondiali 2018                                                    | 2 Armando Sadiku Ledian Memushaj                                       | Cap: M.Mavraj                                                          |
| Totale                                                                 |                                                                        | Presenze                                                               | 51                                                                     |                                                                        | Reti                                                                   | 54                                                                     |                                                                        |

#### Nazionale azera nel dettaglio
| 2020               | Azerbaigian        | Nations League 2020-2021 | 3º nel Gruppo 1 di Lega C        | 6  | 1  | 3 | 2  | 16,67 | 2  | 4  | -2  |
| 2021               | Azerbaigian        | Qual. Mondiale 2022      | 5º nel Gruppo A, non qualificato | 8  | 0  | 1 | 7  | &0,00 | 5  | 18 | -13 |
| 2022               | Azerbaigian        | Nations League 2022-2023 | 2º nel Gruppo 3 di Lega C        | 6  | 3  | 1 | 2  | 50,00 | 7  | 4  | +3  |
| 2023               | Azerbaigian        | Qual. Euro 2024          | 4º nel Gruppo F, non qualificato | 8  | 2  | 1 | 5  | 25,00 | 7  | 17 | -10 |
| Dal 2020 al 2023   | Azerbaigian        | Amichevoli               |                                  | 11 | 4  | 2 | 5  | 36,36 | 13 | 13 | 0   |
| Totale Azerbaigian | Totale Azerbaigian | Totale Azerbaigian       | Totale Azerbaigian               | 39 | 10 | 8 | 21 | 25,64 | 34 | 56 | -22 |

#### Panchine da commissario tecnico della nazionale azera
| Cronologia completa delle presenze e delle reti in nazionale ― Azerbaigian | Cronologia completa delle presenze e delle reti in nazionale ― Azerbaigian | Cronologia completa delle presenze e delle reti in nazionale ― Azerbaigian | Cronologia completa delle presenze e delle reti in nazionale ― Azerbaigian | Cronologia completa delle presenze e delle reti in nazionale ― Azerbaigian | Cronologia completa delle presenze e delle reti in nazionale ― Azerbaigian | Cronologia completa delle presenze e delle reti in nazionale ― Azerbaigian | Cronologia completa delle presenze e delle reti in nazionale ― Azerbaigian |
| Data                                                                       | Città                                                                      | In casa                                                                    | Risultato                                                                  | Ospiti                                                                     | Competizione                                                               | Reti                                                                       | Note                                                                       |
| -------------------------------------------------------------------------- | -------------------------------------------------------------------------- | -------------------------------------------------------------------------- | -------------------------------------------------------------------------- | -------------------------------------------------------------------------- | -------------------------------------------------------------------------- | -------------------------------------------------------------------------- | -------------------------------------------------------------------------- |
| 5-9-2020                                                                   | Baku                                                                       | Azerbaigian                                                                | 1 – 2                                                                      | Lussemburgo                                                                | UEFA Nations League 2020-2021 - Lega C                                     | Ramil Şeydayev                                                             | Cap: M.Medvedev                                                            |
| 8-9-2020                                                                   | Nicosia                                                                    | Cipro                                                                      | 0 – 1                                                                      | Azerbaigian                                                                | UEFA Nations League 2020-2021 - Lega C                                     | Maksim Medvedev                                                            | Cap: M.Medvedev                                                            |
| 10-10-2020                                                                 | Podgorica                                                                  | Montenegro                                                                 | 2 – 0                                                                      | Azerbaigian                                                                | UEFA Nations League 2020-2021 - Lega C                                     | -                                                                          | Cap: M.Medvedev                                                            |
| 13-10-2020                                                                 | Elbasan                                                                    | Azerbaigian                                                                | 0 – 0                                                                      | Cipro                                                                      | UEFA Nations League 2020-2021 - Lega C                                     | -                                                                          | Cap: Q.Qarayev                                                             |
| 11-11-2020                                                                 | Lubiana                                                                    | Slovenia                                                                   | 0 – 0                                                                      | Azerbaigian                                                                | Amichevole                                                                 | -                                                                          | Cap: M.Medvedev                                                            |
| 14-11-2020                                                                 | Zaprešić                                                                   | Azerbaigian                                                                | 0 – 0                                                                      | Montenegro                                                                 | UEFA Nations League 2020-2021 - Lega C                                     | -                                                                          | Cap: M.Medvedev                                                            |
| 17-11-2020                                                                 | Lussemburgo                                                                | Lussemburgo                                                                | 0 – 0                                                                      | Azerbaigian                                                                | UEFA Nations League 2020-2021 - Lega C                                     | -                                                                          | Cap: Q.Qarayev                                                             |
| 24-3-2021                                                                  | Torino                                                                     | Portogallo                                                                 | 1 – 0                                                                      | Azerbaigian                                                                | Qual. Mondiali 2022                                                        | -                                                                          | Cap: M.Medvedev                                                            |
| 27-3-2021                                                                  | Debrecen                                                                   | Qatar                                                                      | 2 – 1                                                                      | Azerbaigian                                                                | Amichevole                                                                 | Ramil Şeydayev (rig.)                                                      | Cap: E.Balayev                                                             |
| 30-3-2021                                                                  | Baku                                                                       | Azerbaigian                                                                | 1 – 2                                                                      | Serbia                                                                     | Qual. Mondiali 2022                                                        | Emin Makhmudov (rig.)                                                      | Cap: M.Medvedev                                                            |
| 27-5-2021                                                                  | Alanya                                                                     | Turchia                                                                    | 2 – 1                                                                      | Azerbaigian                                                                | Amichevole                                                                 | Emin Makhmudov                                                             | Cap: M.Medvedev                                                            |
| 2-6-2021                                                                   | Minsk                                                                      | Bielorussia                                                                | 1 – 2                                                                      | Azerbaigian                                                                | Amichevole                                                                 | Bədavi Hüseynov Ramil Şeydayev                                             | Cap: M.Medvedev                                                            |
| 6-6-2021                                                                   | Chișinău                                                                   | Moldavia                                                                   | 1 – 0                                                                      | Azerbaigian                                                                | Amichevole                                                                 | -                                                                          | Cap: M.Medvedev                                                            |
| 1°-9-2021                                                                  | Lussemburgo                                                                | Lussemburgo                                                                | 2 – 1                                                                      | Azerbaigian                                                                | Qual. Mondiali 2022                                                        | Emin Makhmudov                                                             | Cap: M.Medvedev                                                            |
| 4-9-2021                                                                   | Dublino                                                                    | Irlanda                                                                    | 1 – 1                                                                      | Azerbaigian                                                                | Qual. Mondiali 2022                                                        | Emin Makhmudov                                                             | Cap: M.Medvedev                                                            |
| 7-9-2021                                                                   | Baku                                                                       | Azerbaigian                                                                | 0 – 3                                                                      | Portogallo                                                                 | Qual. Mondiali 2022                                                        | -                                                                          | Cap: Q.Qarayev                                                             |
| 9-10-2021                                                                  | Baku                                                                       | Azerbaigian                                                                | 0 – 3                                                                      | Irlanda                                                                    | Qual. Mondiali 2022                                                        | -                                                                          | Cap: M.Medvedev                                                            |
| 12-10-2021                                                                 | Belgrado                                                                   | Serbia                                                                     | 3 – 1                                                                      | Azerbaigian                                                                | Qual. Mondiali 2022                                                        | Emin Makhmudov                                                             | Cap: M.Medvedev                                                            |
| 11-11-2021                                                                 | Baku                                                                       | Azerbaigian                                                                | 1 – 3                                                                      | Lussemburgo                                                                | Qual. Mondiali 2022                                                        | Azər Salahlı                                                               | Cap: M.Medvedev                                                            |
| 14-11-2021                                                                 | Baku                                                                       | Azerbaigian                                                                | 2 – 2                                                                      | Qatar                                                                      | Amichevole                                                                 | 2 Emin Makhmudov 1 (rig.)                                                  | Cap: M.Medvedev                                                            |
| 25-3-2022                                                                  | Ta' Qali                                                                   | Malta                                                                      | 1 – 0                                                                      | Azerbaigian                                                                | Amichevole                                                                 |                                                                            | Cap: M.Medvedev                                                            |
| 29-3-2022                                                                  | Ta' Qali                                                                   | Azerbaigian                                                                | 0 – 1                                                                      | Lettonia                                                                   | Amichevole                                                                 |                                                                            | Cap: M.Medvedev                                                            |
| 3-6-2022                                                                   | Astana                                                                     | Kazakistan                                                                 | 2 – 0                                                                      | Azerbaigian                                                                | UEFA Nations League 2022-2023 - Lega C                                     |                                                                            | Cap: M.Medvedev                                                            |
| 6-6-2022                                                                   | Novi Sad                                                                   | Bielorussia                                                                | 0 – 0                                                                      | Azerbaigian                                                                | UEFA Nations League 2022-2023 - Lega C                                     |                                                                            | Cap: M.Medvedev                                                            |
| 10-6-2022                                                                  | Mardakan                                                                   | Azerbaigian                                                                | 0 – 1                                                                      | Slovacchia                                                                 | UEFA Nations League 2022-2023 - Lega C                                     |                                                                            | Cap: M.Medvedev                                                            |
| 13-6-2022                                                                  | Mardakan                                                                   | Azerbaigian                                                                | 2 – 0                                                                      | Bielorussia                                                                | UEFA Nations League 2022-2023 - Lega C                                     | Mahir Emreli Ramil Şeydayev                                                | Cap: E.Mahmudov                                                            |
| 22-9-2022                                                                  | Trnava                                                                     | Slovacchia                                                                 | 1 – 2                                                                      | Azerbaigian                                                                | UEFA Nations League 2022-2023 - Lega C                                     | Renat Dadaşov Hojjat Haghverdi                                             | Cap: E.Mahmudov                                                            |
| 25-9-2022                                                                  | Baku                                                                       | Azerbaigian                                                                | 3 – 0                                                                      | Kazakistan                                                                 | UEFA Nations League 2022-2023 - Lega C                                     | autorete Filip Ozobić Anatolij Nurijev                                     | Cap: E.Mahmudov                                                            |
| 16-11-2022                                                                 | Chișinău                                                                   | Moldavia                                                                   | 1 – 2                                                                      | Azerbaigian                                                                | Amichevole                                                                 | Emin Mahmudov Aleksej Isaev                                                | Cap: E.Mahmudov                                                            |
| 20-11-2022                                                                 | Skopje                                                                     | Macedonia del Nord                                                         | 1 – 3                                                                      | Azerbaigian                                                                | Amichevole                                                                 | Elvin Cəfərquliyev Musa Qurbanlı Ramil Şeydayev                            | Cap: E.Mahmudov                                                            |
| 24-3-2023                                                                  | Linz                                                                       | Austria                                                                    | 4 – 1                                                                      | Azerbaigian                                                                | Qual. Euro 2024                                                            | Emin Mahmudov                                                              | Cap: E.Mahmudov                                                            |
| 27-3-2023                                                                  | Solna                                                                      | Svezia                                                                     | 5 – 0                                                                      | Azerbaigian                                                                | Qual. Euro 2024                                                            |                                                                            | Cap: E.Mahmudov                                                            |
| 17-6-2023                                                                  | Baku                                                                       | Azerbaigian                                                                | 1 – 1                                                                      | Estonia                                                                    | Qual. Euro 2024                                                            | Anton Kryvocjuk                                                            | Cap: E.Mahmudov                                                            |
| 9-9-2023                                                                   | Baku                                                                       | Azerbaigian                                                                | 0 – 1                                                                      | Belgio                                                                     | Qual. Euro 2024                                                            |                                                                            | Cap: E.Mahmudov                                                            |
| 12-9-2023                                                                  | Baku                                                                       | Azerbaigian                                                                | 2 – 1                                                                      | Giordania                                                                  | Amichevole                                                                 | Emin Mahmudov (rig.) Renat Dadaşov                                         | Cap: E.Mahmudov                                                            |
| 13-10-2023                                                                 | Tallinn                                                                    | Estonia                                                                    | 0 – 2                                                                      | Azerbaigian                                                                | Qual. Euro 2024                                                            | Toral Bayramov Ramil Şeydayev (rig.)                                       | Cap: E.Mahmudov                                                            |
| 16-10-2023                                                                 | Baku                                                                       | Azerbaigian                                                                | 0 – 1                                                                      | Austria                                                                    | Qual. Euro 2024                                                            | -                                                                          | Cap: E.Mahmudov                                                            |
| 16-11-2023                                                                 | Baku                                                                       | Azerbaigian                                                                | 3 – 0                                                                      | Svezia                                                                     | Qual. Euro 2024                                                            | 2 Emin Mahmudov Renat Dadaşov                                              | Cap: E.Mahmudov                                                            |
| 19-11-2023                                                                 | Bruxelles                                                                  | Belgio                                                                     | 5 – 0                                                                      | Azerbaigian                                                                | Qual. Euro 2024                                                            | -                                                                          | Cap: E.Mahmudov                                                            |
| Totale                                                                     |                                                                            | Presenze                                                                   | 39                                                                         |                                                                            | Reti                                                                       | 34                                                                         |                                                                            |

## Palmarès

### Giocatore
- Serie D: 1

Treviso: 1974-1975

### Allenatore

#### Club
- Campionato italiano Serie C2: 1

SPAL: 1997-1998 (girone B)
- Coppa Italia Serie C: 1

SPAL: 1998-1999
- Campionato italiano Serie C1: 1

Modena: 2000-2001 (girone A)
- Supercoppa di Lega di Serie C: 1

Modena: 2001

#### Individuale
- Panchina d'argento: 1

2000-2001
- Panchina d'oro speciale: 1

2016

## Onorificenze
- Medaglia di Cavaliere dell'Ordine di Skanderberg (Tirana 13 ottobre 2015)
- LAUREA HONORIS CAUSA UNIVERSITA' EUROPEA TIRANA (Tirana 3 ottobre 2015)
- LAUREA HONORIS CAUSA UNIVERSUM INTERNATIONAL COLLEGE by ARIZONA STATE UNIVERSITY (Pristina 19 dicembre 2023)